# ONE KNIGHT STANDS on films
『ONE KNIGHT STANDS on films』（ワン･ナイト・スタンズ・オン・フィルムス）は、山崎まさよし通算2作目のライブビデオ。2000年9月25日にVHSとDVDが同時に発売された。発売元はポリドール。

## 解説
バック・バンドのないひとり弾き語りツアー「YAMAZAKI MASAYOSHI ONE KNIGHT STAND TOUR 1999-2000」を映像化。全公演からベスト・テイクを厳選して収録されている。
公演数は、追加公演を含めて1999年11月14日から2000年2月19日まで、全国46会場46公演。翌月からは「YAMAZAKI MASAYOSHI ONE KNAIGHT STAND TOUR ARENA 2000」も開催された（全国7会場9公演）。会場については、下記「#公演日程」参照。
同時発売で、通常盤・2枚組と完全限定生産・4枚組のライブ・アルバムもリリースされた。
「ドミノ」「僕はここにいる」「One more time, One more chance」「カルテ」「Passage」「アレルギーの特効薬〜WHAT'D I SAY」「Ticket to the paradise」「ヤサ男の夢〜昼休み」「審判の日」は、アングル切り替え視聴が可能。
期間限定特別価格で再発売されることがある。

## 収録曲

### Disc 1
1. ドミノ
2. Fat Mama
3. アヒルちゃん
4. 六月の手紙
5. ある朝の写真
6. 僕はここにいる
7. 砂時計
8. 名前のない鳥
9. やわらかい月
10. One more time, One more chance
11. ツバメ
12. カルテ
13. 水のない水槽
14. Passage

### Disc 2
1. アレルギーの特効薬〜WHAT'D I SAY
2. 月明かりに照らされて
3. Ticket to the paradise
4. パンを焼く
5. ヤサ男の夢〜昼休み
6. 振り向かない
7. お家へ帰ろう
8. セロリ
9. 中華料理
10. CROSSROADS
  - ロバート・ジョンソンのカヴァー曲。
11. 審判の日
12. 灯りを消す前に

## 関連作品
- アレルギーの特効薬 - Disc 2 M-1・2・4・9
- ステレオ - Disc 1 M-11 、Disc 2 M-8
- HOME - Disc 1 M-2・8・10 、Disc 2 M-5・8
- ステレオ2 - Disc 2 M-6
- ドミノ - Disc 1 M-1・6・13
- SHEEP - Disc 1 M-3～5・7・9・12・14 、Disc 2 M-3・11・12
- 僕はここにいる（シングル） - Disc 1 M-6 、Disc 2 M-7